# Tom Alley
Tom Alley (ur. 21 maja 1889 roku w Metamora, zm. 26 marca 1953 roku w Indianapolis) – amerykański kierowca wyścigowy.

## Kariera
W swojej karierze Alley startował głównie w Stanach Zjednoczonych w mistrzostwach AAA Championship Car oraz towarzyszącym mistrzostwom słynnym wyścigu Indianapolis 500. W pierwszym sezonie startów, w 1914 roku odniósł jedno zwycięstwo i pięciokrotnie stawał na podium. Z dorobkiem 465 punktów został sklasyfikowany na dziewiątej pozycji w klasyfikacji generalnej. Rok później czterokrotnie stawał na podium, a w wyścigu Indianapolis 500 uplasował się na ósmym miejscu. Uzbierane 1020 punktów dało mu dziewiąte miejsce w klasyfikacji mistrzostw. W 1917 roku po jednym zwycięstwie i trzech miejscach na podium w końcowej klasyfikacji mistrzostw AAA Alley był siedemnasty. W późniejszych latach Amerykanin nie odnosił już zwycięstw w mistrzostwach AAA. W wyścigu na torze Indianapolis Motor Speedway dwukrotnie plasował się w czołowej dziesiątce. W 1919 był piąty, a trzy lata później - dziewiąty.